# Stazione di Pinzano
Stazione di Pinzano vasútállomás Olaszországban, Pinzano al Tagliamento településen.

## Vasútvonalak
Az állomást az alábbi vasútvonalak érintik:
- Gemona del Friuli–Sacile-vasútvonal
- Gemona del Friuli-Casarsa-vasútvonal

## Kapcsolódó állomások
A vasútállomáshoz az alábbi állomások vannak a legközelebb:
- Stazione di Forgaria-Bagni Anduins
- Stazione di Travesio
- Stazione di Valeriano